# Éditions Maugard
Pour les articles homonymes, voir Maugard.

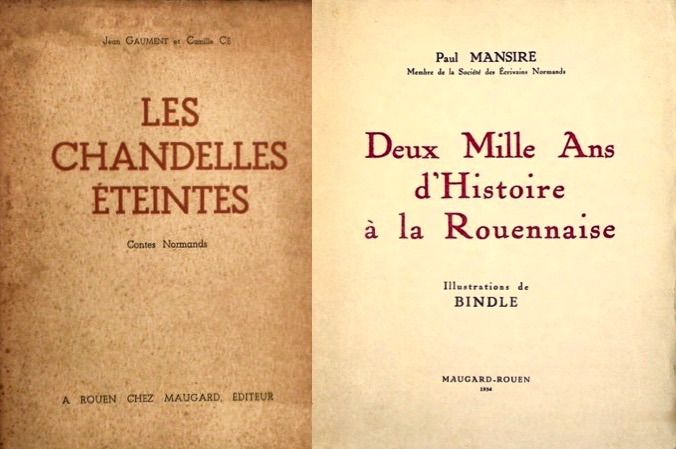
Éditions Maugard, couvertures 1936 et 1954.

Les éditions Maugard sont une maison d'édition implantée à Rouen, active des années 1930 aux années 1970. Son existence date de 1911 (imprimerie). La raison sociale actuelle de cette maison porte la dénomination : Les Affiches de Normandie.
Ses tendances éditoriales contribuent à mettre en valeur le patrimoine régional et régionaliste de la Normandie.

## Historique

### Henriette Maugard, la fondatrice
Elle est née le 16 août 1884 à Épreville-en-Lieuvin dans l'Eure, d'un père cultivateur au hameau du Pasche à Épreville, âgé de vingt-quatre ans et marié avec Alphonsine Augustine Régnier depuis le 8 novembre 1883, à Saint-Étienne-l'Allier (Eure).
Le 10 novembre 1903, Henriette épouse Abel Émile Constant Maugard à Lieurey dans l'Eure. Ce dernier est né le 30 mars 1880 dans cette commune de Lieurey. Il est principal clerc de notaire, et demeure alors à Brionne, même département.
Les deux époux créent ensemble l'entreprise d'imprimerie et d'édition à Rouen. Mais la guerre emporte le lieutenant Abel Maugard, du 41e régiment d'Infanterie territoriale, le 14 avril 1917, à la suite d'une tuberculose subaiguë. Veuve, Henriette Maugard reprend seule les rênes de l'entreprise. Femme de caractère, aux dires de ses proches, elle dirige la maison d'édition rouennaise avec M. Barus, son directeur.
Henriette Maugard est morte le 13 mars 1966, à Rouen.
À partir de septembre 1966, l'entreprise est gérée par M. et Mme A. Gilbert, jusqu'en mai 1994. La périodicité du journal est hebdomadaire à compter du 7 octobre 1970.

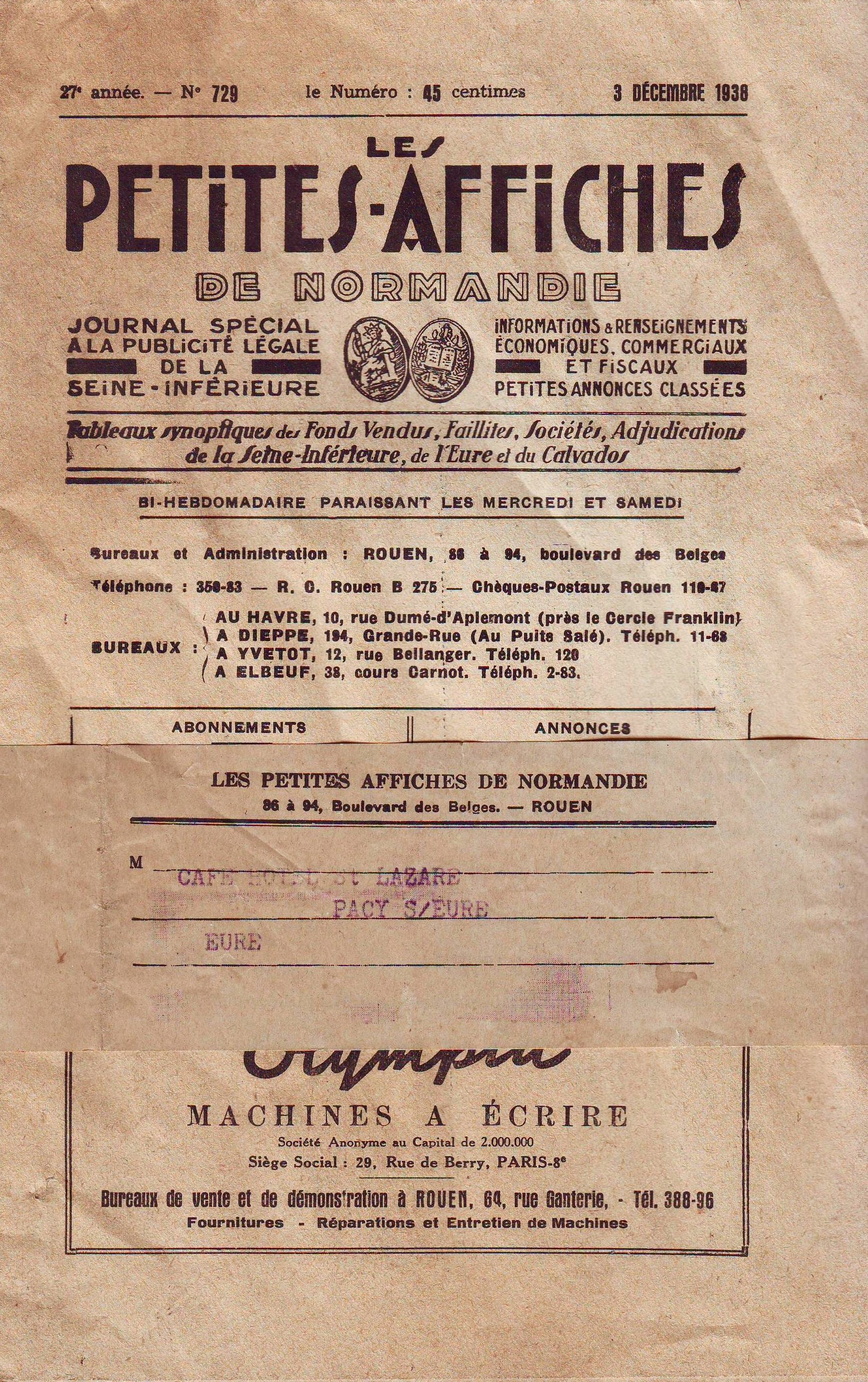
Les Petites Affiches de Normandie, 3 déc. 1938.

### Affiches de Normandie
La maison est d'abord fondée comme l'imprimerie des Affiches de Normandie dont le siège est situé rue aux Juifs, puis aux 86-94 boulevard des Belges à partir de 1920. Elle publie notamment le bulletin d’annonces légales Les Affiches de Normandie, qui n'a pas cessé depuis. Journal consacré à la publicité légale de la Seine-Inférieure (ancien nom de la Seine-Maritime) et comportant une part consacrée à la vie littéraire et culturelle, son rythme de parution est bi-hebdomadaire, le mardi et le vendredi.
L'entreprise déploie donc deux volets : la parution d'un journal habilité pour la publicité légale, et l'édition de livres. Selon le peintre Jacques Lebourgeois (1926-2012), également chroniqueur du journal : « Mme Maugard se vouait corps et âme à son entreprise. C'était sa raison d'être. Je la revois encore derrière sa banque, comme une simple hôtesse d'accueil ».

## Éditions Maugard

### Activités et productions éditoriales

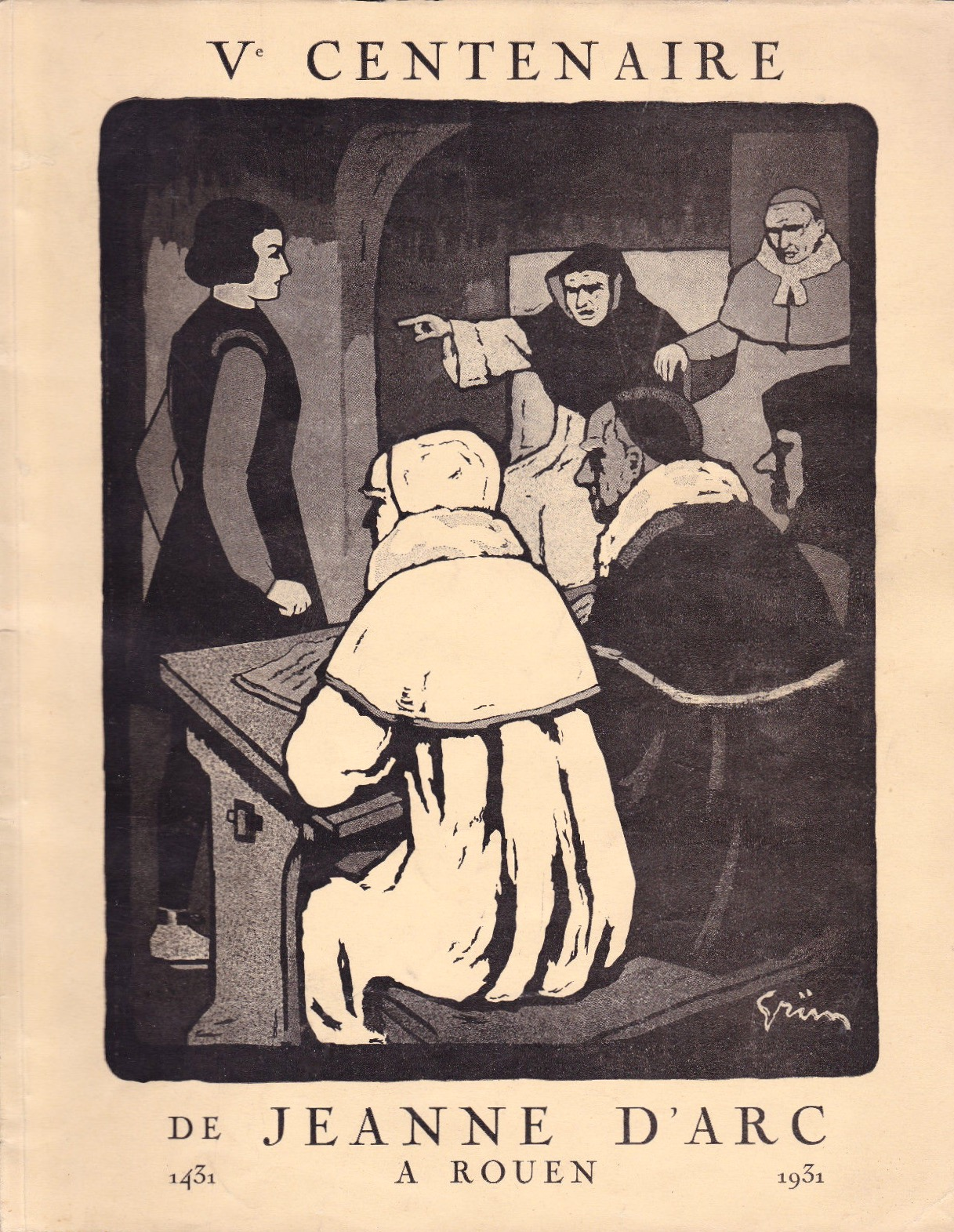
Ve Centenaire de Jeanne d'Arc à Rouen, 1431-1931.

Les activités d'éditions régulières ont existé de 1931 jusqu'à la fin des années 1970. La première publication semble avoir été l'album consacré au Ve Centenaire de Jeanne d'Arc pour lequel Edmond Spalikowski réunit une petite équipe dont certains membres sont toujours restés fidèles à l'éditeur.
Spalikowski, né en 1874, est médecin et écrivain, esthète et critique d'art. Homme de réseaux, fondateur des Archives provinciales des sciences, membre de la Commission départementale des antiquités de la Seine-Inférieure, membre de l'Association des Écrivains normands, reçu à l'Académie des sciences, belles-lettres et arts de Rouen en 1936, il met ses relations à la disposition d'Henriette Maugard tout en bénéficiant de la caisse de résonance d'une maison d'édition.
Celle-ci se trouve donc au cœur d'un réseau de sociabilité savante à encrage local et au rayonnement régional, principalement la Basse-Normandie.
Sa notoriété est établie : en 1940, Le Lexovien, journal de Lisieux, écrit par exemple : « On se souvient certainement du succès obtenu par le recueil de contes normands de Jean Gaument et Camille Cé, publié sous ce titre, il y a quelques années déjà. La première édition, depuis longtemps épuisée, a suggéré à l'éditeur rouennais bien connu, Maugard, d'en donner une nouvelle édition luxueusement présentée ».
De 1931 à 1939, les éditions Maugard publient au moins vingt-six titres. Sous l'Occupation, six livres. De 1945 à 1959, vingt-trois titres. Quelques-uns encore dans les années 1960-1970.
Maugard est l'éditeur de nombreux ouvrages sur la Normandie et sur l'histoire de Rouen. Ses éditions originales, toujours de grande qualité, attachent une importance particulière au graphisme de la couverture et aux illustrations intérieures. Elles sont recherchées et appartiennent souvent au domaine de la bibliophilie.
Les thèmes privilégiés puisent dans le patrimoine littéraire, historique, urbain et architectural de la Normandie, mais Henriette Maugard publie aussi la thèse de l'historien Roland Mousnier ou les écrits de Paul Leroy dont le propos est plus général.

### La réception des thèmes régionalistes
Le filon régionaliste, matrice de prédilection de l'éditeur, comble un lectorat attaché à la tradition et nostalgique des mœurs qui disparaissent avec le temps et avec les évolutions mentales, urbaines et sociales.
Ainsi, dans Le Lexovien (Lisieux), on trouve ce genre d'éloges à propos de l'ouvrage de Jean Gaument et de Camille Cé (1936) : « Les chandelles éteintes, ce sont de vieux souvenirs dont la lueur passagère illumina un instant de pauvres existences et que deux auteurs, fins et subtiles observateurs, ont replacées dans leurs véritables cadres normands. Tout ce qui se rapporte à la vie provinciale, à cette existence ignorée des petits, prend tout de suite une importance, lorsque des écrivains comme Jean Gaument et Camille Cé prennent la peine de la raconter ».
Mais il suscite aussi des critiques acerbes, par exemple à propos du livre d'Edmond Spalinowski, l'un des premiers édités par Maugard : La Normandie rurale et ignorée (1932).

Dans le Mercure de France du 1er mai 1935, le chroniqueur de la rubrique « Folklore », le très sérieux Arnold van Gennep, éreinte sévèrement Spalinowski : 

« Admettons que ce soit de la vulgarisation ingénue. De quelle Normandie s'agit-il ? De chacune et de toutes. On a là un bel exemple de ce blocage contre lequel il faut lutter sans cesse et qui rend inutile la consultation des trois quarts des publications folkloriques du dernier siècle et du début de celui-ci. L'auteur évoque ainsi par juxtaposition de matériaux pris de droite et de gauche : le village ; la maison ; la vie rurale ignorée ; les figures et les choses qui s'effacent, les coutumes ancestrales ; ce qui subsiste et ce qui meurt. Il donne aussi quelques chansons, qui ne sont pas normandes caractérisées, telles La Renveillée, le Retour de Noces, La fille au pied de la Tour, etc., sans même en donner les titres. Aucun index : illustrations documentaires passables. Pourtant, peu de provinces autant que la Normandie, si variée et encore si riche (en un mois à Bagnoles j'ai recueilli la matière d'un volume), donneraient lieu à des travaux originaux et sérieux. »

### Éditeur local
C'est encore à la maison Maugard que l'on s'adresse pour la réalisation de publications locales savantes. La Commission des Antiquités de la Seine-Inférieure, dans les années 1930, lui confie l'impression de son « bulletin annuel » tiré à 300 exemplaires.

## L'affaire Jean de la Varende

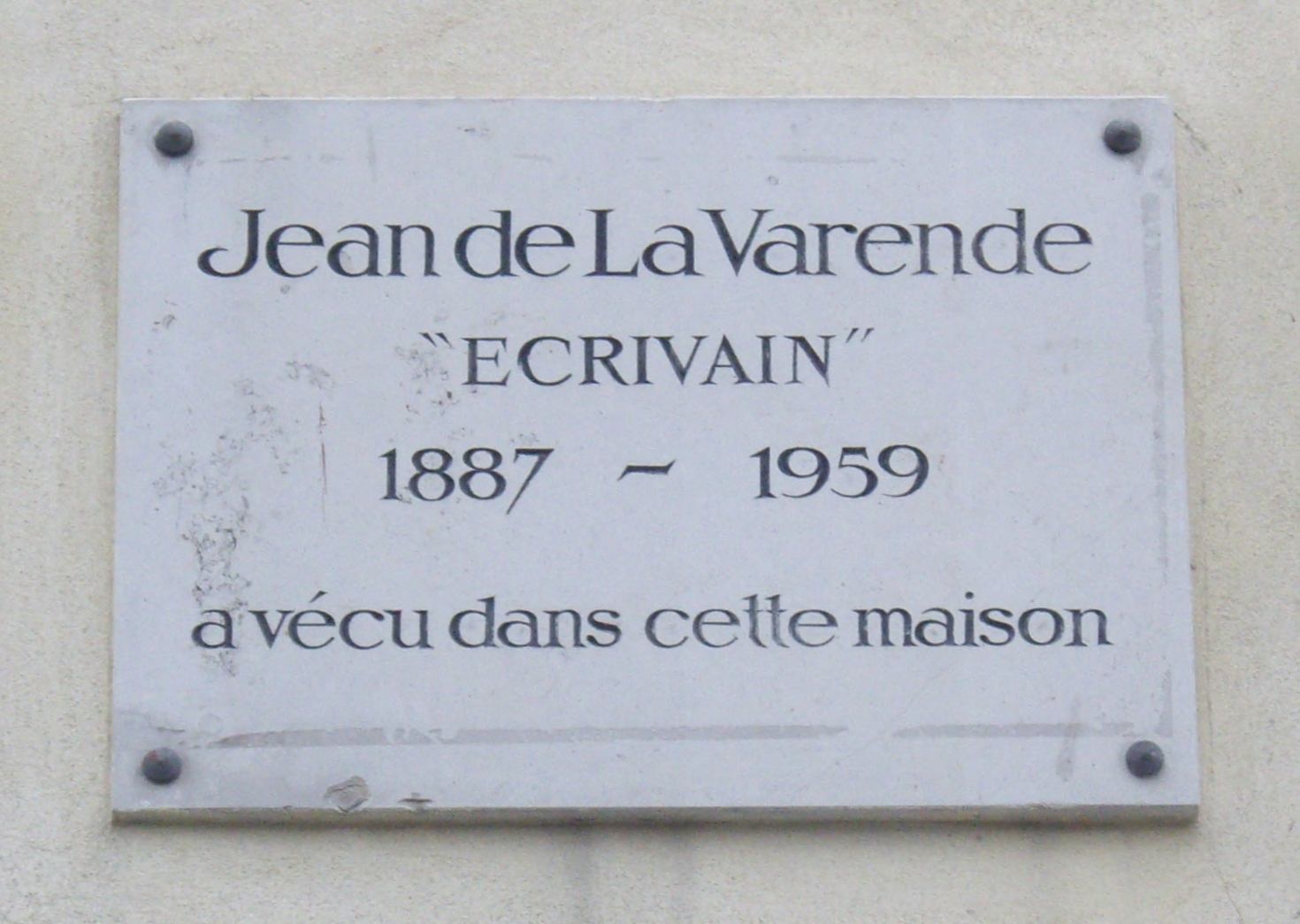
alt

Cette maison est la première éditrice de Jean de La Varende (1887-1959), avec la publication de Pays d’Ouche en 1934, dont le manuscrit avait été refusé par les éditeurs parisiens. La publication de ses nouvelles par l'éditeur rouennais lui assure une notoriété certaine.
Henriette Maugard publie également son roman Nez-de-Cuir, gentilhomme d'amour, en 1936. L'ouvrage est donné comme prix Goncourt par les rumeurs et les pronostics, mais c'est le Belge Charles Plisnier qui est couronné avec Faux passeports (éditions Corrêa). Le livre est, cependant, réédité chez Plon l'année 1937.
Le passage de La Varende chez l'éditeur parisien laisse Henriette Maugard quelque peu désabusée. Elle confie ce témoignage acide, en 1952 dans le recueil de Pierre Dolley, L’œuvre de La Varende devant l’opinion : « Car avant de s’adresser à une maison d’édition de province, La Varende, avait bien entendu, fait le tour de tous les éditeurs parisiens... Or donc le vicomte s’en revint en ses terres de Chamblac avec ses petits bateaux et ses manuscrits sur les bras ».

## Principaux auteurs publiés
- Léon Binet (1891-1971), médecin.
- Camille Cé (1878-1959).

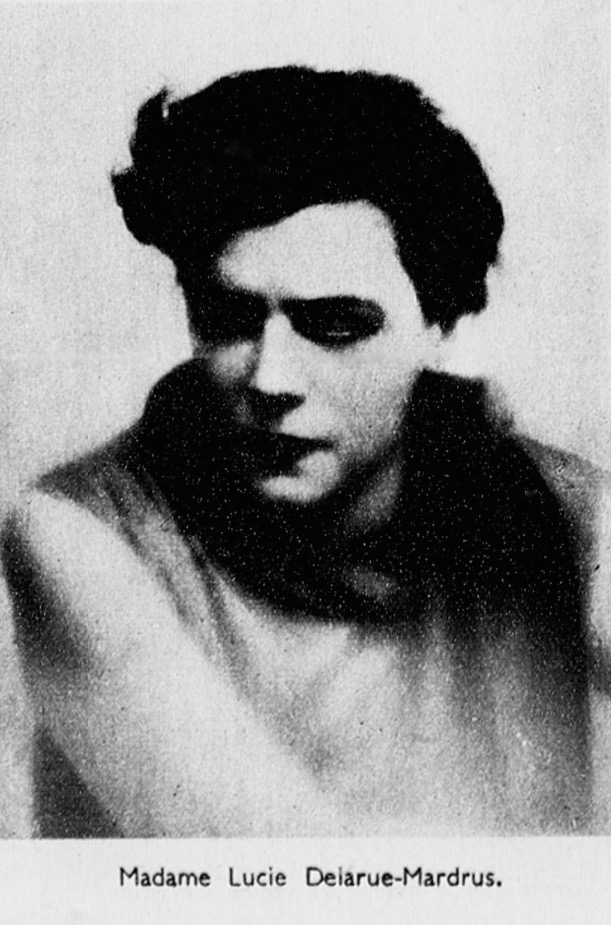
Lucie Delarue-Mardrus en 1934

- Lucie Delarue-Mardrus (1874-1945).
- Julien Guillemard (1883-1960), créateur de la revue littéraire La Mouette (1917-1926), romancier.
- René Herval (1890-1972), écrivain et historien normand.
- Roland Mousnier (1907-1993), historien moderniste, professeur à la Sorbonne.
- Jacques-Noir (1881-1970).
- Edmond Spalikowski (1874-1951).
- Jean de La Varende (1887-1959), écrivain.
- Jean Gaument (1879-1931).

## Panorama éditorial
Une recension des titres de la maison Maugard fournit un total de soixante ouvrages, dont l'essentiel est publié en une trentaine d'années. Un auteur accapare 15 % des titres : Edmond Spalikowski, l'un des moteurs de l'influence intellectuelle de l'éditeur rouennais.

### Années 1931-1939
- 1931 : Le Ve centenaire de Jeanne d'Arc à Rouen, du 23 au 31 mai 1931, album[13].
- 1932 : La Normandie rurale et ignorée, Edmond Spalikowski (1874-1951).
- 1933 : Sur les routes normandes, Edmond Spalikowski.
- 1933 : Sous le beau ciel de Normandie. Histoires de chez nous, Julien Guillemard (1883-1960).
- 1934 : Pays d'Ouche, Jean de La Varende (1887-1959).
- 1934 : Âme et aspects de Rouen, Edmond Spalikowski.
- 1935 : "Notice sur le château Ganne et sa légende", introduction à la pièce La fille du comte Ganne ou Mellia la Blonde. Épilogue de la chanson de Roland, abbé Jean Delacotte.
- 1935 : Clères, le château, le parc zoologique, le bourg, Edmond Spalikowski.
- 1936 : Nez-de-cuir, gentilhomme d'amour, Jean de La Varende (1887-1959).
- 1936 : Jumièges, hier et aujourd'hui, Edmond Spalikowski.
- 1936 : La Bouille, paradis touristique, Edmond Spalikowski.
- 1936 : Quelques paroles à propos de poésie, Jacques-Noir (1881-1970).
- 1936 : Les chandelles éteintes : contes normands, Jean Gaument[14] (1879-1931) & Camille Cé (1878-1959).
- 1936 : Femmes d'aujourd'hui : Colette ; Lucie Delarue-Mardrus, Paul Leroy.
- 1937 : Saint-Wandrille, l'abbaye de Saint-Wandrille, Edmond Spalikowski.
- 1937 : Au pays des trois abbayes, Edmond Spalikowski.
- 1937 : Du Raz Blanchard aux Vaux de Vire, Georges Laisney[15] (1883-1950).
- 1937 : La vie prodigieuse de Guillaume le Conquérant, Julien Guillemard (1883-1960).
- 1937 : Boutons d'or. Poèmes de chez nous, Madeleine Chosson.
- 1937 : Le solitaire. Le passé sous les cendres, Yves Leparoux.
- 1938 : L'innocent du val, Yves Leparoux.
- 1938 : Au bord de l'étang, avec une préface de Georges Duhamel, Léon Binet (1891-1971).
- 1938 : Fumets de l'âtre, René Girardeau (écrit entre 1933 et 1958).
- 1939 : Le Palais de Justice de Rouen et son histoire, Edmond Spalikowski.
- 1939 : Au seuil du paradis, des images avec Louis Lumière, préface de Lucie Delarue-Mardrus, Paul Leroy.
- 1939 : Contes du Pays de Caux, Camille-Robert Désert (1893-1976).
- 1939 : Poèmes pour mes amis, Alexandre Etienne.

### Années 1942-1944
- 1941 : Le cœur sur l'ardoise, Lucie Delarue-Mardrus[16] (1874-1945).
- 1942 : Le squelette dans le placard, Camille Cé (1878-1959).
- 1942 : Devant la rampe, Paul Leroy.
- 1943 : Muses de France, Paul Leroy.
- 1943 : Jacobins de village. Un bourg de Normandie pendant la Révolution, préface de la Jean de La Varende, René Étienne-Bellivère.
- 1943 : Un homme, une œuvre. La vie de Xavier Bernard, Victor Boret (1872-1952).
- 1943-1944 : Au pays des chaumières, Edmond Spalikowski.

### Années 1945-1959
- 1945 : La vénalité des offices sous Henri IV et Louis XIII, Roland Mousnier (1907-1993).
- 1945 : Le fouet. Poésies satiriques du temps de guerre, 1940-1944, L.-François-Albert Martin.
- 1946 : Mon enfance m'a dit. Nouvelles, Camille Cé (1878-1959).
- 1947 : Le duc d'Aumale. Une grande figure du XIXe siècle, Dr Jousseaume.
- 1947 : La légende de Saint-Julien l'Hospitalier, René Herval (1890-1972).
- 1947 : Gloires et douleurs de Rouen, René Herval.
- 1947 : Histoire de Rouen, tome 1, des origines à la fin du XVe siècle, René Herval.
- 1948 : La Haute justice des archevêques de Rouen, comtes de Louviers 1197-1790. ”Essai historique et juridique”, Maurice Veyrat.
- 1949 : Histoire de Rouen, tome 2, du XVIe siècle à nos jours, René Herval.
- 1949 : Le Menhir et les Sables. Recueil de poèmes, Yves Dembre.
- 1950 : Corneville-les-Cloches et les Cloches de Corneville, Lucien Marceron (1892-1966).
- 1951 : Elbeuf, ma ville, Charles Brisson (1890-1979).
- 1951 : La goutte. Histoires du pays normand, Marcel Duhamel[17].
- 1951 : Sur l'écran, Jean Vanier.
- 1952 : Histoire de Puys, près Dieppe, Robert Absire (1900-1980).
- 1952 : L'œuvre de La Varende devant l'opinion, Pierre Dolley.
- 1952 : Les fantasques ou la lucarne du Diable, préface de Pierre Mac Orlan, Paul Leroy.
- 1953 : Essai chronologique et biographique sur les baillis de Rouen, de 1171 à 1790, Maurice Veyrat (docteur en droit en 1947).
- 1953 : Le premier livre de l'amour. Celle qui ne fut pas assez aimée, Jacques-Noir (1881-1970).
- 1954 : Deux mille ans d'histoire à la rouennaise, Paul Mansire.
- 1956 : 7 juillet 1456, Enterrement de l'affaire Jeanne d'Arc : "triomphe" de l'Université de Paris, Charles Boulanger.
- 1959 : Épilogue de "l'affaire" Bovary. La victoire de Ry, René Vérard (1930-2014).

### Années 1961-1979
- 1961 : Les églises du canton de Bonnières-sur-Seine, Alphonse-Georges Poulain (1875-1966).
- 1963 : Symphonie d'octobre, Georges Heullant (1907-1982).
- 1966 : Le cheval ailé, René Herval.
- 1970 : Histoire de la paroisse et des curés de Saint-Maclou, depuis la fondation jusqu'à nos jours (1219-1966), chanoine Louis Prévost.
- 1979 : À Rouen, j'ai rencontré Jeanne d'Arc, Maurice Morisset (1908-1996).
- 1979 : La douceur des loukoums, Peggy Lebourgeois.